# Cantone di Nobol
Il Cantone di Nobol è un cantone dell'Ecuador che si trova nella Provincia del Guayas.
Il capoluogo del cantone è Narcisa de Jesus.